# Comuna Divizia, Cetatea Albă
Divizia (în ucraineană Дивізія, transliterat: Dîvizia) este o comună în raionul Cetatea Albă, regiunea Odesa, Ucraina, formată din satele Divizia (reședința) și Hagider.

## Demografie
Componența lingvistică a comunei Divizia
     Ucraineană (92,96%)
     Rusă (4,71%)
     Alte limbi (1,7%)
Conform recensământului din 2001, majoritatea populației comunei Divizia era vorbitoare de ucraineană (92,96%), existând în minoritate și vorbitori de rusă (4,71%).